# Amomum propinquum
Amomum propinquum är en enhjärtbladig växtart som beskrevs av Henry Nicholas Ridley. Amomum propinquum ingår i släktet Amomum och familjen Zingiberaceae.
Artens utbredningsområde är Filippinerna. Inga underarter finns listade i Catalogue of Life.